# Let's Go
Let's Go je punk rockové album skupiny Rancid vydané roku 1994.

## Pořadí skladeb
Všechny skladby napsány Timem Armstrongem a Mattem Freemanem, není-li uvedeno jinak.
1. „Nihilism“ – 2:02
2. „Radio“ (Armstrong/Freeman/Billie Joe Armstrong) – 2:51
3. „Side Kick“ – 2:01 (Armstrong/Erica White)
4. „Salvation“ – 2:54
5. „Tenderloin“ – 1:32
6. „Let's Go“ – 1:26
7. „As One“ – 1:34
8. „Burn“ (Armstrong/Freeman/Raider) – 2:11
9. „The Ballad of Jimmy & Johnny“ – 1:39
10. „Gunshot“ – 1:50
11. „I Am The One“ – 1:57
12. „Gave It Away“ – 1:13
13. „Ghetto Box“ – 1:11
14. „Harry Bridges“ – 2:21
15. „Black & Blue“ – 1:59
16. „St. Mary“ (Armstrong/Freeman/Frederiksen) – 2:09
17. „Dope Sick Girl“ – 2:15
18. „International Cover-Up“ – 1:44
19. „Solidarity“ – 1:31
20. „Midnight“ – 1:55
21. „Motorcycle Ride“ – 1:20
22. „Name“ (Armstrong/Freeman/Eric Dinn) – 2:12
23. „7 Years Down“ – 2:35

## Obsazení
- Tim Armstrong – zpěv, kytara
- Lars Frederiksen – kytara, zpěv
- Matt Freeman – baskytrara, zpěv
- Brett Reed – bicí
- Brett Gurewitz – producent, technik
- Mackie – umělecký vedoucí